# Hunaland
Hunaland – kraj Hunów; nazwa spotykana w powieściach i sagach germańskich z w. XII-XIII m.in. Saga o Herwarach, Saga o Dytryku. 
Położenie tego kraju nie było dla autorów sag jasne. Początkowo lokalizowano go ogólnie w Europie Wschodniej, następnie w dolinie Dunaju (Węgry), wreszcie w Dolnej Saksonii, na pograniczu Danii i kraju Wiltów (Wieletów – Vilcinaland). Stolicą jego miało być miasto Soest, gdzie swą siedzibę miał Attyla